# Badminton-Bundesliga 2018/19
Die Badminton-Bundesliga-Saison 2018/2019 war die 48. Spielzeit der Badminton-Bundesliga. Am Start waren zehn Mannschaften. Die ersten beiden Mannschaften der Liga qualifizieren sich direkt für die Final Four. Die Plätze 3 bis 6 spielen in einem Play-off die beiden verbliebenen Plätze zu den Final Four aus. Der Tabellenletzte steigt direkt in die 2. Bundesliga ab. Der Tabellenneunte spielt zusammen mit den beiden Aufsteigern aus der 2. Bundesliga Nord und Süd um den Verbleib in der 1. Bundesliga.
Neu dabei war in dieser Saison der Meister der 2. Bundesliga Nord Blau-Weiss Wittorf Neumünster.

## Hauptrunde
| Platz | Verein                            | Gespielt | Punkte | GEW | VER | Spiele | Sätze   | Spielpunkte |
| ----- | --------------------------------- | -------- | ------ | --- | --- | ------ | ------- | ----------- |
| 1     | 1. BC Bischmisheim (M)            | 18       | 40     | 15  | 3   | 91:35  | 299:174 | 4644:3997   |
| 2     | TV Refrath                        | 18       | 34     | 13  | 5   | 79:47  | 280:190 | 4516:4009   |
| 3     | 1. BV Mülheim                     | 18       | 32     | 12  | 6   | 74:52  | 272:219 | 4640:4331   |
| 4     | 1. BC Beuel                       | 18       | 26     | 10  | 8   | 66:60  | 240:240 | 4456:4517   |
| 5     | SC Union 08 Lüdinghausen          | 18       | 25     | 10  | 8   | 63:63  | 234:231 | 4178:4183   |
| 6     | TSV 1906 Freystadt                | 18       | 21     | 9   | 9   | 54:72  | 221:252 | 4264:4456   |
| 7     | 1. BC Wipperfeld                  | 18       | 20     | 6   | 12  | 53:73  | 214:272 | 4363:4694   |
| 8     | TSV Trittau                       | 18       | 18     | 6   | 12  | 55:71  | 219:260 | 4317:4508   |
| 9     | Blau-Weiss Wittorf Neumünster (N) | 18       | 16     | 4   | 14  | 49:77  | 205:273 | 4195:4616   |
| 10    | SV Fun-Ball Dortelweil            | 18       | 15     | 5   | 13  | 46:80  | 203:276 | 4314:4576   |

## Play-off
Nach Abschluss der regulären Punktrunde wurde die Meisterschaft über die Final Four ausgespielt. Hierbei qualifizierten sich die ersten beiden der Hauptrunde direkt für die Final Four. Die Plätze 3 bis 6 spielten dabei in einem Play-off-Viertelfinale die beiden verbliebenen Plätze für die Final Four aus. Der Drittplatzierte trat dabei gegen den Sechstplatzierten an und der Viertplatzierte spielte gegen den Fünftplatzierten der Hauptrunde.

### Viertelfinale
| Datum      | Heim          | Gast                  | Ergebnis |
| ---------- | ------------- | --------------------- | -------- |
| 09.04.2019 | 1. BV Mülheim | TSV 1906 Freystadt    | 4:1      |
| 09.04.2019 | 1. BC Beuel   | SC Union Lüdinghausen | 3:4      |

## Final Four
Beim Final Four Event trafen am 13. und 14. April 2019 in der Jakob-Frantzen-Halle in Willich die beiden Bestplatzierten Teams der Hauptrunde auf die beiden Gewinner der Viertelfinal-Play-offs. Im Halbfinale spielte der Hauptrundensieger gegen den rangniedrigeren der Play-off-Gewinner. Der Hauptrundenzweite traf auf den ranghöheren der Play-off-Gewinner. Der amtierende Meister 1. BC Bischmisheim konnte im Finale mit einem 4:2-Sieg gegen den TV Refrath den Titel verteidigen.

### Halbfinale
| Datum      | Heim               | Gast                  | Ergebnis |
| ---------- | ------------------ | --------------------- | -------- |
| 13.04.2019 | 1. BC Bischmisheim | SC Union Lüdinghausen | 4:2      |
| 13.04.2019 | 1. BV Mülheim      | TV Refrath            | 2:4      |

### Spiel um Platz 3
| Datum      | Heim                  | Gast          | Ergebnis |
| ---------- | --------------------- | ------------- | -------- |
| 14.04.2019 | SC Union Lüdinghausen | 1. BV Mülheim | 3:4      |

### Finale
| Datum      | Heim               | Gast       | Ergebnis |
| ---------- | ------------------ | ---------- | -------- |
| 14.04.2019 | 1. BC Bischmisheim | TV Refrath | 4:2      |

## Aufstiegsrunde zur 1. Bundesliga
Die Aufstiegsrunde zur 1. Bundesliga fand in diesem Jahr wie die Final Four am 13. und 14. April 2019 statt. Gespielt wurde in der Sporthalle des TSV Neuhausen-Nymphenburg in München. Neben dem Tabellenneunten der 1. Bundesliga Blau-Weiss Wittorf Neumünster nahmen der Meister der 2. Bundesliga Süd TSV Neuhausen-Nymphenburg und der Tabellendritte der 2. Bundesliga Süd die SG Schorndorf teil. Der Meister der 2. Bundesliga Nord (BC Hohenlimburg) verzichtete auf die Teilnahme. Mit zwei Siegen konnte sich Blau-Weiss Wittorf Neumünster den Verbleib in der 1. Bundesliga sichern. Als Aufsteiger stand der TSV Neuhausen-Nymphenburg fest, während die SG Schorndorf in der 2. Bundesliga bleiben musste.

### Begegnungen
| Datum      | Heim                          | Gast                      | Ergebnis |
| ---------- | ----------------------------- | ------------------------- | -------- |
| 13.04.2019 | Blau-Weiss Wittorf Neumünster | SG Schorndorf             | 5:2      |
| 13.04.2019 | Blau-Weiss Wittorf Neumünster | TSV Neuhausen-Nymphenburg | 4:3      |
| 14.04.2019 | TSV Neuhausen-Nymphenburg     | SG Schorndorf             | 7:0      |

### Tabelle
| Platz | Verein                        | Gespielt | Punkte | GEW | VER | Spiele | Sätze | Spielpunkte |
| ----- | ----------------------------- | -------- | ------ | --- | --- | ------ | ----- | ----------- |
| 1     | Blau-Weiss Wittorf Neumünster | 2        | 4      | 2   | 0   | 9:5    | 32:19 | 465:422     |
| 2     | TSV Neuhausen-Nymphenburg     | 2        | 4      | 1   | 1   | 10:4   | 32:18 | 473:404     |
| 3     | SG Schorndorf                 | 2        | 0      | 0   | 2   | 2:12   | 11:38 | 380:492     |